# 1. ŽNL Osječko-baranjska
1. ŽNL Osječko-baranjska šesti je stupanj nogometnih natjecanja u Hrvatskoj. U ovoj ligi prvoplasirani klub prelazi u viši razred - Međužupanijsku nogometnu ligu Osijek – Vinkovci, a posljednji ispadaju u 2. ŽNL prema pripadnosti Nogometnog središta. Klubovi koji nastupaju u ovoj ligi su s područja Osječko-baranjske županije.

## Klubovi u 1. ŽNL Osječko-baranjskoj u sezoni 2023./24.
U 1. ŽNL sudjeluje 16 klubova.
| Klub             | Mjesto                |
| ---------------- | --------------------- |
| NK Baranja-Belje | Beli Manastir         |
| NK Dračice       | Đakovo                |
| NK Đurđenovac    | Đurđenovac            |
| NK FEŠK          | Feričanci             |
| NK Hajduk        | Marijanci             |
| NK Hajduk        | Široko Polje          |
| NK Mladost       | Draž                  |
| NK Motičina      | Donja Motičina        |
| NK Olimpija      | Osijek                |
| NK Omladinac     | Josipovac Punitovački |
| NK Omladinac     | Vukojevci             |
| NK Radnik        | Josipovac             |
| NK Ratar         | Piškorevci            |
| NK Slavonac      | Tenja                 |
| NK Torpedo       | Kuševac               |
| NK Viljevo       | Viljevo               |

## Povijest

### Dosadašnji pobjednici od sezone 1999./2000.
| Sezona      | Razred | Prvak               | Mjesto               |
| ----------- | ------ | ------------------- | -------------------- |
| 1995./96.   | 4.     | NK Polet            | Semeljci             |
| 1996./97.   | 4.     | NK Grafičar-Vodovod | Osijek               |
| 1997./98.   | 4.     |                     |                      |
| 1998./99.   | 4.     |                     |                      |
| 1999./2000. | 4.     | NK Čepin            | Čepin                |
| 2000./01.   | 4.     | NK Đakovo           | Đakovo               |
| 2001./02.   | 4.     | NK Višnjevac        | Višnjevac            |
| 2002./03.   | 4.     | NK Darda            | Darda                |
| 2003./04.   | 4.     | NK Croatia          | Đakovo               |
| 2004./05.   | 4.     | NK Elektra          | Osijek               |
| 2005./06.   | 4.     | NK FEŠK             | Feričanci            |
| 2006./07.   | 5.     | NK Slavonija        | Ivanovac             |
| 2007./08.   | 5.     | NK Baranja          | Beli Manastir        |
| 2008./09.   | 5.     | NK Elektra          | Osijek               |
| 2009./10.   | 5.     | NK BSK              | Bijelo Brdo          |
| 2010./11.   | 5.     | NK Torpedo          | Kuševac              |
| 2011./12.   | 5.     | NK Zrinski          | Jurjevac Punitovački |
| 2012./13.   | 5.     | NK Vihor            | Jelisavac            |
| 2013./14.   | 5.     | NK Slavonac         | Tenja                |
| 2014./15.   | 5.     | NK Mursa-Zanatlija  | Osijek               |
| 2015./16.   | 5.     | NK Slavonac         | Tenja                |
| 2016./17.   | 5.     | NK Borac            | Kneževi Vinogradi    |
| 2017./18.   | 5.     | HNK Radnički        | Mece                 |
| 2018./19.   | 5.     | NK Mladost          | Satnica Đakovačka    |
| 2019./20.   | 5.     | HNK Grabovac        | Grabovac             |
| 2020./21.   | 5.     | NK Tomislav Livana  | Livana               |
| 2021./22.   | 5.     | NK Vardarac         | Vardarac             |
| 2022./23.   | 6.     | NK Radnički         | Dalj                 |